# Petite Baïse
Die Petite Baïse (im Oberlauf Baïse Devant genannt) ist ein Fluss im Südwesten Frankreichs in der Region Okzitanien. Sie entspringt im Gemeindegebiet von Lannemezan, am gleichnamigen Plateau von Lannemezan, entwässert in allgemein nördlicher Richtung und mündet nach rund 75 Kilometern bei L’Isle-de-Noé als rechter Nebenfluss in die Grande Baïse, die ab hier ihren Namen ändert und lediglich Baïse genannt wird. Da sie in Trockenperioden wenig Wasser führt, wird sie – wie die meisten Flüsse am Plateau von Lannemezan – vom Canal de la Neste künstlich bewässert. Sie durchquert auf ihren Weg die Départements Hautes-Pyrénées und Gers.

## Orte am Fluss
- Lannemezan
- Galan
- Saint-Médard
- L’Isle-de-Noé